# Ласты (дайвинг)
Ла́сты — приспособление для плавания аквалангистов (движитель) в форме плавника или весла. Надеваются на ноги (хотя известны и ручные ласты). Имитируют при движении хвостовой плавник у рыб, позволяя перемещаться человеку быстрее в подводном пространстве. 
В подводном плавании используется два варианта:
- Обычные ласты, по одной на каждую ногу (в сленге фридайверов или подводных охотников называются «разноножки»);
- Моноласт — две ласты, склеенные в одну. Обычно моноласта имеет бо́льшую площадь, чем две обычных ласты. По причине того, что обе ноги крепятся вместе, стиль плавания в моноласте напоминает стиль дельфина или рыбы: продвижение вперёд осуществляется за счёт волнообразных движений всего тела.

## История
В 1956 году 4-й московский завод резинотехнических изделий приступил к выпуску первых отечественных ласт, масок и трубок. Именно их появление на прилавках магазинов положило начало массовому подводному спорту в стране .
Впервые скоростные ласты из стеклотекстолита сделал эстонский спортсмен Владимир Дубровский и в дальнейшем усовершенствовали аквалангисты спортивного клуба армии Новосибирска .  

## Классификация
Ласты различают:
- По типу открытости:

1. с закрытой пяткой — в такую ласту вставляется либо голая нога, либо одетая в специальный носок. Такие ласты имеют меньше вероятность слететь со ступни во время использования;
2. с открытой пяткой (снабжены затягивающимся ремнём или прижимной пружиной) — ласта может использоваться только с обувью, в противном случае можно стереть ноги в кровь, однако такие ласты более универсальны (могут использоваться как с мокрыми гидрокостюмами, так и со всеми модификациями сухих), а обувь позволяет ходить по камням, защищая ноги от порезов.

- По материалу лопасти:

1. углепластиковые, наиболее эффективны, так как энергия упругой деформации в наибольшей степени переходит в толчок пловца;
2. стеклопластиковые, одни из наиболее эффективных, так как энергия упругой деформации в наибольшей степени переходит в толчок пловца;
3. пластмассовые, низкой эффективности в силу малой упругости, то есть отношения силы, затрачиваемой на деформацию, к силе возврата лопасти в исходное состояние;
4. резиновые, наименее эффективные, так как энергия деформации преимущественно расходуется на межслоевое трение и переходит в нагрев.

Примечание: следует понимать, что покупая лопасть иного производителя (чем галошу, комель пластин) необходимо подпиливать под форму комля оригинальной лопасти, а не просто всунуть лопасть в галошу и просверлить дырки под крепёж «по месту». Более того, иногда нужно обтачивать и саму резиновую отбортовку (которая может быть велика и не помещаться в посадочные места «усов» галоши), иногда обрабатывают и конец лопасти, придавая ему форму полукруга так как такая форма более манёвренна и менее склонна задевать всё под водой при плавании, так как КПД резины «усов» галоши меньше чем стекло- и угле-пластиков то зачастую усы стараются сделать тоньше или обтачивают, чтобы они не мешали работать пластинам с высоким КПД.
- По жёсткости лопасти:

1. жёсткие оптимальны для людей весом от ~100 кг и более;
2. средние, для людей весом от 75 до 95 кг;
3. мягкие, для людей весом до ~75 кг.

- По форме лопасти:

1. угол изгиба в комле ~ 22 градусов универсален как для подводного плавания так и для плавания по поверхности, 15 градусов и менее оптимален только для плавания под водой и крайне утомляет пловца при плавании по поверхности;
2. для дайвинга и сноркелинга;
3. для фридайвинга и подводной рыбалки;
4. моноласта для фридайвинга и скоростного плавания.